# دانشگاه زارلاند

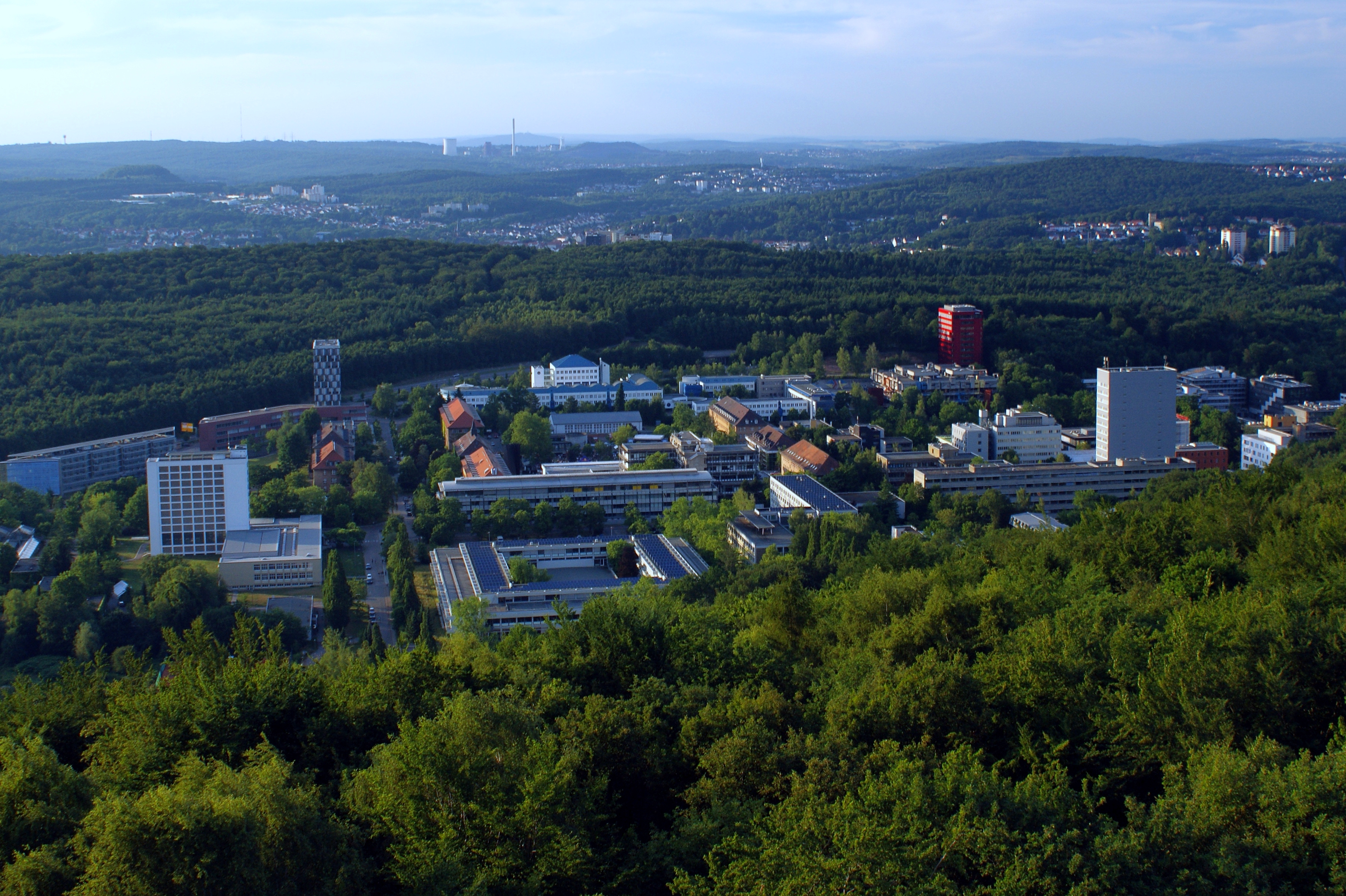
نمایی از دانشگاه زارلاند

دانشگاه زارلاند (آلمانی: Universität des Saarlandes) یک دانشگاه دولتی در زاربروکن در ایالت زارلاند در کشور آلمان است. این دانشگاه در ۱۹۴۸ میلادی با همکاری فرانسه در همبورگ بنیانگذاری شد و دارای شش دانشکده است که تمام شاخه‌های اصلی دانش را پوشش می‌دهد. این دانشگاه به‌ویژه در زمینهٔ علوم رایانه، زبان‌شناسی رایانشی، و علم مواد برجسته است و معمولاً در میان دانشگاه‌های برتر آلمان در این زمینه‌ها قرار دارد. تاکنون نه عضو هیئت علمی این دانشگاه برندهٔ برترین نشان علمی آلمان، جایزه گوتفرید ویلهلم لایبنیتس شده‌اند.
دوزبانه بودن کارکنان دانشگاه (آلمانی و فرانسه) به دانشگاه وجهه‌ای بین‌المللی داده است.

## دانش‌آموختگان سرشناس

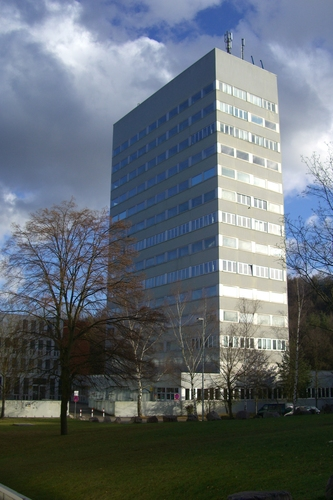
ساختمان فیزیک

- سوزانه آلبرز
- کارل اتو آپل
- رالف دارندورف
- اسکار لافونتین
- ورنر مایهوفر
- عیاد الکثار (بنیانگذار اسنپ)
- محمد فوز (بنیانگذار اسنپ)